# تابستان ۸
تابستان ۸ (انگلیسی: Summer of 8) یک فیلم در ژانر کمدی است که در سال ۲۰۱۶ منتشر شد. داستان این فیلم در مورد تعطیلات تابستانه هشت دوست صمیمی است که در روایطی کمدی درام بیان می‌شود.